# Донецкгормаш
ПАО «Донецкгормаш»  — предприятие горного машиностроения. Находится в Ленинском районе города Донецка. Бывший «Машиностроительный и чугунолитейный завод инженеров Э. Т. Боссе и Р. Г. Геннефельда».
Адрес: Донецк, улица Ткаченко, дом 189.

## История завода
В 1889 году предприниматели — россиянин Эдуард Теодор Боссе (1854—1927) и немец Рудольф Генрих Геннефельд приобрели у местного помещика и шахтовладельца Н. Рутченко участок земли возле села Григорьевка Бахмутского уезда Екатеринославской губернии для строительства машиностроительного и чугунолитейного завода для нужд горной промышленности. Участок находился недалеко от пос. Юзовка (ныне г. Донецк).
Осенью 1889 года предприятие под названием «Машиностроительный и чугунолитейный завод инженеров Э. Т. Боссе и Р. Г. Геннефельда» начало работать. На заводе производились паровые машины: углеподъёмные машины, паровые и ручные лебёдки, паровые котлы, паровые и ручные насосы и вентиляторы, паровые водоотливные машины, шкивы ремневые и канатные до 4 метров диаметром, клети, самоотцепляющиеся аппараты и остановочные снаряды, поворотные круги, вагонетки разных видов, буровые инструменты.

Завод неуклонно развивался, строились новые цехи, внедрялись новые технологии.
В 1902 году Э. Т. Боссе стал единоличным владельцем завода. События российской революции 1905—1907 годов и Первой мировой войны не отразились на работе предприятия.
После Великой Октябрьской социалистической революции и прихода большевиков к власти в Донбассе «Машиностроительный и чугунолитейный завод инженеров Э. Т. Боссе и Р. Г. Геннефельда» был национализирован в 1920 году. Завод получил новое название — Государственный машиностроительный и чугунолитейный завод. Однако руководителями завода остались прежние специалисты, работавшие до революции. Продукция завода, также маркировалась прежним названием завода «Боссе» вплоть до 1935 года.
В 1935 году завод получил новое название — Сталинский машиностроительный завод имени 15-летия Ленинского комсомола Донбасса. Несколько позже — имени Ленинского комсомола Украины.
В годы Великой Отечественной войны в эвакуации в Карпинске (Свердловская область).
В 1981 году завод был преобразован в производственное объединение Украины, в которое вошли несколько небольших машиностроительных предприятий Донецкой области.

С 1995 года — Открытое акционерное общество «Донецкгормаш».

С 2010 года — Публичное акционерное общество «Донецкгормаш».
В ходе вооружённого конфликта на востоке Украины работа завода была остановлена, после чего он был взят под управление самопровозглашённой Донецкой народной республикой. В августе 2017 года Министерство промышленности «ДНР» объявило о начале производства на базе завода автобусов «Донбасс», с планом выпуска 100 единиц до конца года.

## Собственники завода
Контрольным пакетом акций предприятия владеет корпоративный акционер — кипрская компания UMBH (69,87 % в марте 2011 г.), входящая в холдинг «Систем Кэпитал Менеджмент» Рината Ахметова, среди остальных акционеров — корпоративные акционеры Азовимпекс, Укруглемаш.

## Продукция завода
Завод выпускает горношахтное оборудование.
Основу ассортимента выпускаемого оборудования составляют: мощные многоканатные и барабанные подъемные машины, центробежные и осевые вентиляторы главного проветривания шахт, погрузочно-транспортные машины и роторное оборудование для открытых разработок, лебедок, редукторов. Наряду с традиционной продукцией на предприятии освоено изготовление высокопроизводительных забойных скребковых конвейеров и навесного оборудования к ним, подземных шахтных ленточных конвейеров с шириной ленты от 800 до 1200 мм, ряда центробежных секционных насосов, шахтных парашютов, подвесных устройств и скипов малой вместимости и другие машины и механизмы.

## Интересные факты
- В 1909 году отец привёл 15-летнего сына — будущего Первого секретаря ЦК КПСС и руководителя СССР Никиту Сергеевича Хрущёва на чугунолитейный и машиностроительный завод Э. Боссе к управляющему Р. П. Вагнеру устраивать на работу в качестве ученика слесаря. Н. С. Хрущёв проработал на заводе до 1912 года.
- 22 февраля 1989 года первый и последний президент СССР М. С. Горбачёв посетил Донецкий машиностроительный завод имени Ленинского комсомола Украины.
- Жилой район возле Донецкого машиностроительного завода, чуть ли не со дня основания завода, назван жителями города по имени основателя и первого владельца — «Боссе».